# EDLIN
EDLIN är en minimalistisk radredigerare, alltså ett datorprogram för radvis redigering av textfiler. EDLIN (EDit LINe) användes i de tidiga versionerna av operativsystemet MS-DOS och senare operativsystem av Microsoft.
Det var den enda textredigeraren som följde med MS-DOS före version 5.0, då den ersattes av fullskärmsredigeraren edit. Den togs bort i version 6. Programmet erbjuder rudimentära möjligheter att redigera textfiler (txt-filer) med hjälp av ett kommandobaserat gränssnitt.

## Handhavande
EDLIN hanterade varje text som rader. Varje rad hade ett nummer och kunde innehålla upp till 253 tecken. EDLIN hade som prompt en asterisk (*) som visade att programmet var igång.
Operationer specificeras med hjälp av en-bokstavs-koder (till exempel "5d" instruerar programmet av ta bort (delete) den femte raden i filen).
Några centrala kommandon som skrevs in vid prompten var:
I (insert)
D (delete)
E (end)
Q (quit)
L (list - skrev ut valda rader)
Det fanns vidare kommandon för att till exempel söka (S), flytta (M) och kopiera (C). Genom att ange radnummer enligt programmets syntax kunde raderna manövreras på önskat sätt. Varje rad redigerades för sig och textfilen eller vald del kunde listas på skärmen. Efter editeringen godkändes ändringen och filen sparades.
Att programmet är radbaserat gör det också möjligt att använda en skrivarkonsol (med pappersutskrift) för att redigera en fil. 

## Programmets användning
Programmet, som medföljde som ett av DOS-kommandona, användes ofta som en snabb och enkel metod för att ändra i inställningsfilerna (autoexec.bat, config.sys med flera) i DOS, och även för att göra enkla skript i form av batchfiler.

## Programmets tillkomst
Edlin skapades troligtvis med textredigerarna QED eller ed som förebilder.
Edlin skrevs 1980 på två veckor av Tim Paterson, och programmet förväntades ha en livstid på sex månader. Edlin skrevs för Seattle Computer Products DOS-86 (QDOS), som Microsoft förvärvade och sålde som MS-DOS.
I MS-DOS 5.0 lades även programmet Edit in som var betydligt smidigare att använda.
MS-DOS innehöll faktiskt ännu en texteditor: GW-Basic, Microsoft Basic-tolk och utvecklingsmiljö. Icke förvånande anropar texteditorn EDIT programmet QBasic i MS-DOS version 5.0 till 6.22. QBasic ersatte med tiden GW-Basic och hade ett mera modernt användargränssnitt.

## Nutida användning
Möjligheten att använda Microsofts Edlin i dagens miljö begränsas något av att programmet inte stöder långa filnamn. Detta beror på begränsningar i MS-DOS versioner tidigare än 7.0 och inte på Edlin i sig. Långa filnamn lades till MS-DOS och MS Windows långt efter att Edlin hade skrivits.
Edlin är numera otidsenlig och förmodligen enbart av datorhistoriskt intresse. Men i vissa miljöer där inga andra textredigerare finns går ibland Edlin att använda för till exempel redigering av enkla script. 